# اتروپوله
استروپوله شهری در استان صوفیه کشور بلغارستان است که جمعیت آن در سال ۲۰۰۱ میلادی ۱۱٬۳۷۱ نفر بوده‌است.